# Reglament de la Fórmula 1
Els nombrosos canvis en les normatives fetes per la FIA han fet que la categoria canviï moltissim des de la seva primera edició l'any 1950.

## Regles i normatives any 2005
L'any 2005 la FIA va modificar els reglament de Fórmula 1 per tal d'augmentar la seguretat i reduir els costos de manteniment dels equips.
Seguint aquest esperit, durant aquesta temporada només es va poder usar un sol joc de neumàtics per a cada cursa. Aquesta mesura a més de retruc va acabar amb el domini que havia exercit durant 5 temporades seguides el tandem Ferrari-Bridgestone. Tanmateix, degut a les crítiques rebudes, a partir del 2006 es va tornar a l'estat anterior i ara de nou es poden tornar a usar 5 jocs de pneumàtics per cap de setmana (com havia estat habitual).
Només durant el 2005 es va introduir d'altres mesures innovadores: Si per algun motiu s'havia de canviar els pneumàtics (punxades, pèrdues de pressió, etc.) no estava permès cap mena de reavituallament de carburant quan es realitzava aquest canvi, així s'aconseguia que els equips no els substituïssin excepte per necessitat. La FIA també va establir normes per intentar reduir la velocitat de passada en curva dels cotxes però aquestes no estan tenint els efectes desitjats degut a la ràpida millora dels equips.
La qualificació dels Grans Premis aquell any era la segúent: 
Es valorava un temps que s'aconseguia a través de dues sessions de qualificacions cronometrades que se sumen per obtenir la graella de sortida.
- La primera sessió té lloc el dissabte a l'hora de la carrera, amb la quantitat justa de carburant per a poder realitzar les voltes de qualificació.
- La segona sessió es desenvolupa el diumenge al matí, algunes hores abans del Gran Premi, amb la quantitat de carburant necessari per a poder disputar les qualificacions i finalitzar la cursa.

Aquest sistema no obstant va ser abandonat després del Gran Premi d'Europa del 2005 i fins al final de la temporada les qualificacions es disputaren de nou en una sola sessió, dissabte a la tarda, amb el carburant per la sortida de la carrera. A més una nova norma de la FIA demanava que un únic motor V8 de 90° hagi d'aguantar durant dos Grans Premis. En cas d'abandonar durant un Gran Premi, l'equip és autoritzat a canviar de motor pel següent Gran Premi. Això si, els equips amb menys recursos econòmics van ser autoritzats a seguir utilitzant motors V10 però amb un rendiment limitats per tal que aquests motors V10 fossin inferiors als nous motors V8.

## Regles i normatives actuals
aprovades el 21 de desembre del 2005, entraren en vigor doncs la temporada 2006.

### Normativa tècnica

#### Xassís
Un cotxe de F1 no pot mesurar més de 180 cm d'amplada. Tot i que no hi ha màxim de longitud o alçada, altres regles limitaran indirectament aquestes dimensions fent així que finalment tots els cotxes tinguin una mida similar.
Els cotxes només poden tenir 4 rodes muntades a l'exterior del cotxe, només les dues davanteres portaran la direcció del cotxe i les del darrere seran guiades. Hi ha unes distàncies mínimes entre les rodes i els límits frontal i posterior del cotxe.
El xassís conté una cèl·lula de seguretat que inclou la cabina del pilot. Aquesta cèl·lula té una estructura dissenyada per a disminuir qualsevol impacte a la cabina o al tanc de gasolina. El pilot ha de ser capaç d'entrar a la cabina del vehicle sense realitzar cap mena d'ajustament a part de treure el volant.
Els sistemes electrònics seran inspeccionats al principi de la temporada i no podrán ser canviats sense l'aprovació del regulador. L'ordinador de bord contindrà dades de telemetria del vehicle usant el sistema BSD.

#### Motor
Els motors de Fórmula 1 han de ser de 4 temps, d'aspiració, de combustió interna i han de consumir gasolina, amb pistons circulars i un màxim de dues vàlvules per cilindre. Han de ser motors V8 de 2,4 litres.
Hi ha una petita concessió per als equips petits que poden acollir-se a fer servir motors de 10 cilindres V3; la idea és reduir els costos d'aquests equips als canvis de normatives que ha realitzat la FIA durant els anys. Els equips que fan servir motors V3 però han de posar un limitador de revolucions als seus vehicles.
No es permet usar dispositius que refredin l'aire abans d'entrar als cilindres, tampoc es pot injectar a la gasolina qualsevol substància que no sigui fuel o aigua.
Es pot fer servir dispositius d'arrancada diferents als boxes o a la graella. Si el motor està equipat amb un sistema que previngui que es cali, aquest sistema actuarà automàticament al cap de 10 segons que es produeixi un accident.

### Normativa esportiva

#### Parc tancat
Després de pesar cada vehicle al final de la sessió de qualificació els equips són obligats a deixar els seus vehicles a una part del paddock seleccionada per la FIA. Aquesta zona es coneix amb el nom de parc fermé (parc tancat) i en aquesta zona els equips no poden realitzar cap modificació als cotxes excepte tasques rutinaries relacionades amb la cursa que començarà l'endemà al mati.
Si un equip necessites canviar el motor d'un dels seus vehicles mentre és al parc tancat això implicarà que el cotxe afectat surtin en l'última posició de la graella de l'endemà. En canvi si les modificacions es realitzen només a la suspensió el cotxe començara a competir des del pit lane després que surtin tota la resta de vehicles.

#### Procediment de cursa

Llums de sortida de la F1.

El pit lane s'obre 30 minuts abans de l'inici de la cursa perquè els pílots puguin donar les voltes a la pista que vulguin però sempre passant per la recta de boxes per tal d'evitar els mecànics que preparen la graella. Quan falten 15 minuts per la sortida els pílots han d'estar situats al seu vehicle abans que el pit lane es tanqui o si no es veuran obligats a començar la cursa des del seu box.
Quan falten 10 minuts a la graella només hi poden quedar mecànics, la direcció de cursa i els pílots. Els equips habitualment voldran mantenir els pneumàtics calents fins a l'últim moment però els mecànics també han d'abandonar la graella quan falten 5 minuts per la sortida.
Els motors han de ser encesos quan falta un minut per la sortida, a més quan falten 15 segons per la sortida tot el personal dels equips hauran de deixar la pista lliure. En aquest moment s'encendran els semafors, dues llums verdes signifiquen l'inici de la volta de formació, volta en la qual els pílots no es poden avançar excepte si el pílot de davant ha tingut problemes mecànics o un accident. Un cop realitzada aquesta volta els pílots es posaran a la graella en les posicions que es correspongui i començara la sortida de la cursa.

La cursa finalment comença quan 5 llums vermelles controlades normalment per Charlie Whiting fan la següent seqüència: Les llums s'il·luminen d'esquerra a dreta d'una en una en intervals d'un segon i llavors s'apaguen totes 5 a la vegada indicant el principi de la cursa. Si per algun motiu la cursa s'ha de cancel·lar les 5 llums vermelles de nou s'encendran i les 3 taronges es posaran a fer pampallugues. Després d'uns pocs segons tant les llums vermelles com les taronges s'apagarán i quan les llums verdes s'encenguin de nou indicarán l'inici d'una nova volta de formació.

#### Puntuació
Actualitzat el 4 de novembre de 2012.
El Campionat de Pilots i el Campionat de Constructors són decidits pels punts que atorga la FIA al final de cada cursa. Per a rebre punts un pílot no necessita haver acabat la cursa, serà suficient que hagi recorregut el 90% de la distància de cursa i que no hagin acabat els pílots suficients per a ocupar totes les places que reben punts.
| 1r  | 25 punts |
| 2n  | 18 punts |
| 3r  | 15 punts |
| 4t  | 12 punts |
| 5è  | 10 punts |
| 6è  | 8 punts  |
| 7è  | 6 punts  |
| 8è  | 4 punts  |
| 9è  | 2 punts  |
| 10è | 1 punt   |

Qualsevol pílot que acabi en una posició pitjor que la desena no suma cap punt.
Aquest és el sistema de puntuacions actual, durant la història de la Fórmula 1 hi ha hagut diversos sistemes de puntuació.

#### Banderes
| Bandera groga | Bandera verda | Bandera vermella | Bandera blava | Bandera blanca | Bandera negra | Bandera de quadres | Bandera dividida | Bandera negra amb cercle | Bandera groga amb franges vermelles |
| Groga         | Verda         | Vermella         | Blava         | [Blanca]       | Negra         | NegraC             | NegraC           | NegraC/151C              | GrogaC/186C                         |

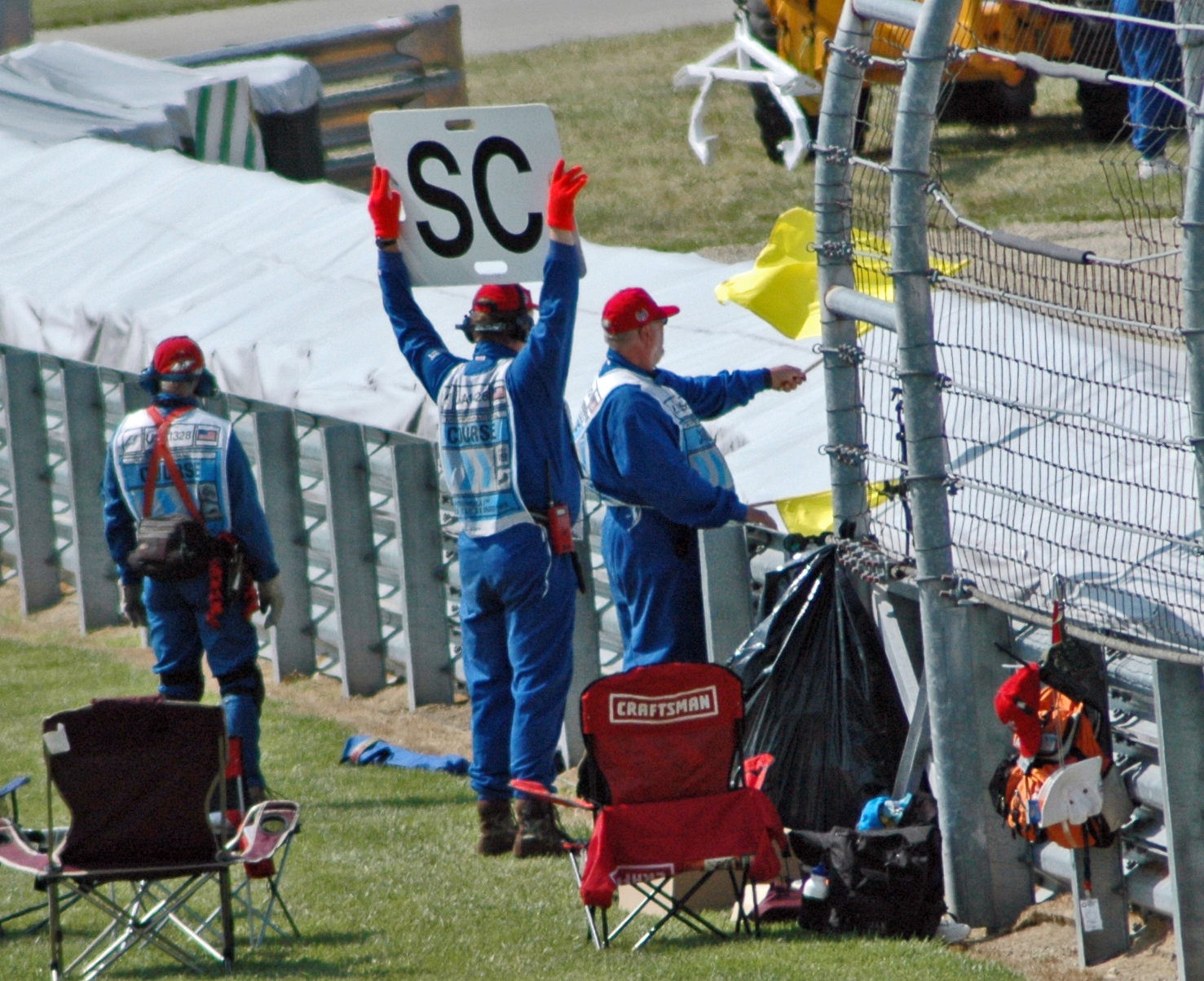
Una bandera groga amb SC (safety car) al GP dels Estats Units del 2005

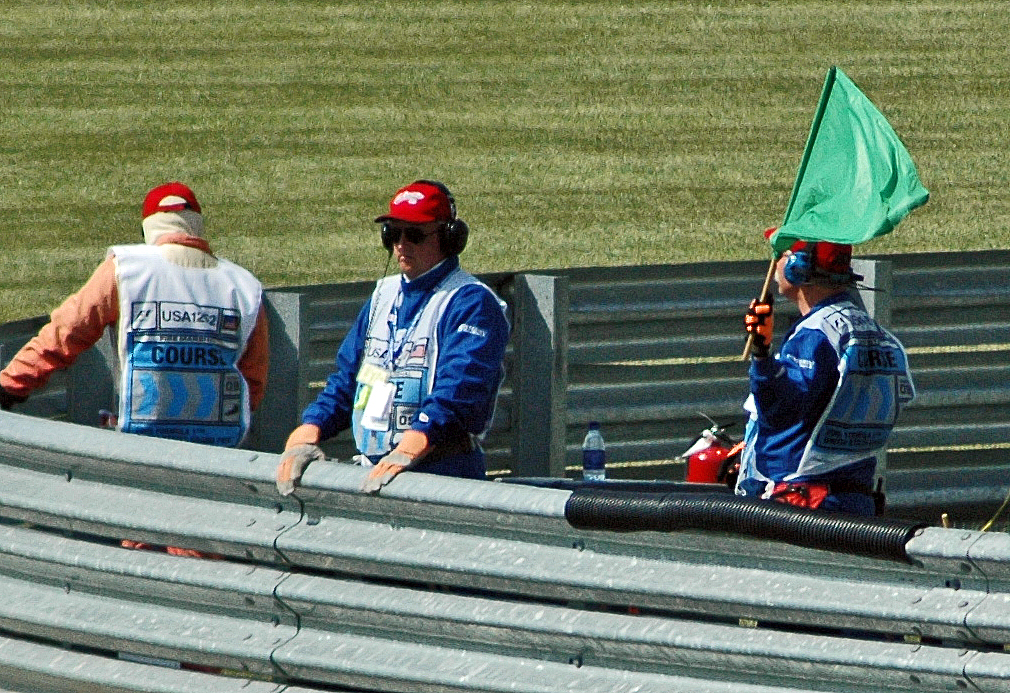
Una bandera verda marcant el fi d'un període de safety car

- La bandera groga indica perill, com les restes d'altres vehicles a la pista després d'un accident. Els pílots han de reduir la seva velocitat i no està permés que s'avançin en el tram afectat per aquesta senyalització.
- la doble bandera groga, tant si és perquè la mostren dos comissaris seguit o un comissari mostrant-ne dues a la vegada indica un greu perill a la pista. Els pílots han de reduir dràsticament la seva velocitat i estar preparats per aturar-se. De nou no es permet avançar en aquesta zona.
- La bandera verda indica que qualsevol perill anterior s'ha acabat i que de nou la pista no conté cap obstacle. Els pílots per tant poden tornar a circular a la màxima velocitat.
- La bandera vermella indica que la cursa, sessió de pràctiques o qualificació s'ha suspés momentàniament o permanentment.
- Una bandera blava pot tenir tres significats depenent del context:
  - Durant qualsevol sessió una bandera blava fixa (o actualment una llum blava al semafor del pitlane) indica que el pílot ha de vigilar a la sortida del pitlane, ja que hi ha cotxes que estaran passant a la vegada quan ell surti.
  - Durant la sessió de pràctiques una bandera blava onejada significa que un pílot més ràpid està a punt d'avançar-lo i que s'ha d'apartar de la traçada.
  - Durant la cursa una bandera blava onejada indica que el pílot està a punt de ser doblat per un vehicle més ràpid i que per tant ha de deixar la via lliure. Si el pílot ignora 3 banderes blaves consecutives serà penalitzat.
- La bandera blanca indica que hi ha un vehicle lent a la pista, podrien ser ambulancies, remolcadors o el safety car. La seva presència demana als pílots que circulin més lent.
- La bandera negra indica que un pílot concret ha de tornar al seu box en la següent volta i que aquest ha de presentar-se immediatament al director de la cursa. Habitualment s'ensenya aquesta bandera quan es desqualifica un pílot de la cursa. La bandera sol estar acompanyada pel número del cotxe afectat per a no causar confusió.
- Una bandera blanca i negra a quadres indica el final d'una cursa, sessió de pràctiques o de qualificació. Durant la cursa es mostra aquesta bandera en primer lloc al guanyador i posteriorment al resta dels pílots a mesura van acabant.

#### Sancions
Les sancions s'imposen als pílots degut a nombroses accions irregulars que es preveuen al reglament. Algunes d'elles són sortir abans que s'apaguin els semafors, sobrepassar la velocitat al pit lane, causar un accident, bloquejar antiesportivament l'avançament que realitza un pílot o ignorar les banderes.
Ara veurem les penalitzacions que utilitza habitualment la FIA:
- Una sanció económica per l'incompliment de les regles és la sanció menys severa. S'utilitza sobretot en situacions d'excés de velocitat al pitlane durant els entrenaments.
- La penalització drive-through obliga a un pílot d'entrar al pitlane i recorre'l obeint la limitació de velocitat sense poder aprofitar aquest event per a fer un repostatge.
- La penalització stop-go obliga a un pílot a entrar al pitlane, parar al seu box durant 10 segons i sortir de nou sense que els mecànics puguin aprofitar aquesta aturada per a treballar amb el cotxe.
- Retrasar 10 places a un pílot en la graella del següent Gran Premi, així per exemple un pílot que aconseguís el millor temps sortiria des de l'11a posició.
- Una sanció més severa és la bandera negra, habitualment s'imposa per ignorar altres penalitzacions, per irregularitats tècniques o per comportament no esportiu. Un pílot al qual se li hagi mostrat bandera negra serà desqualificat de la cursa i els seus resultats no comptaran de cara als campionats.
- Si el comite de la FIA decideix que el pílot mereix una sanció major el pílot podria ser sancionat amb la no participació en un cert nombre de curses.
- La sanció més greu i habitualment només imposada a causa de conductes perilloses i anti esportives que puguin posar en perill la vida d'altres pílots se ser exclòs del campionat de pílots d'aquell any. Aquests casos també podrien portar al pílot davant d'un jutjat.

Per a les penalitzacions drive-through i stop-go un pílot disposa de 3 voltes per a entrar als boxes. Si el pílot no entres en el terme de 3 voltes seria penalitzat amb una bandera negra. Si la penalització s'esdevingués quan queden només 5 voltes de cursa no és necessari complir la sanció però se li afegirà 25 segons al seu temps de cursa.